# 奧平忠政
奥平忠政（日语：／ Okudaira Tadamasa，1580年—1614年8月7日）是日本江戶時代初期武將、大名。上野吉井藩第2代藩主，後來成為美濃加納藩第2代藩主。加納藩初代藩主奥平信昌的三男。母親是德川家康長女龜姬。哥哥是奥平家昌、松平家治。弟弟有松平忠明。正室是里見義賴的女兒。兒子有奥平忠隆（長男）。幼名千松丸。官位是從五位下侍從、飛驒守、攝津守。成為外祖父家康的養子後被允許用松平姓，因此還被稱為松平忠政。
慶長2年（1597年）在三河出生並成為菅沼定利的養子而以菅沼為姓。但是因為定利死去而解除養子身份。在慶長7年（1602年）因為父親隱居而成為美濃加納藩主。但是因為自小體弱多病，所以父親仍然掌握實權並處理藩政。
因為豐臣氏與德川將軍家的關係惡化，由於對向大坂出陣的恐惧而在慶長19年7月2日（1614年）先於父親死去。享年35歲。之後由幼少的忠隆繼承。法號是雄山寶永光國院。